# Karlsruher Sport-Club Mühlburg-Phönix 1996-1997
Questa voce raccoglie le informazioni riguardanti il Karlsruher Sport-Club Mühlburg-Phönix nelle competizioni ufficiali della stagione 1996-1997.

## Stagione
Nella stagione 1996-1997 il Karlsruhe, allenato da Winfried Schäfer, concluse il campionato di Bundesliga al 6º posto. In Coppa di Germania il Karlsruhe fu eliminato in semifinale dall'Energie Cottbus. In Coppa Intertoto il Karlsruhe vinse la doppia finale con lo Standard Liegi e guadagnò l'accesso in Coppa UEFA. In Coppa UEFA il Karlsruhe fu eliminato agli ottavi di finale dallo Brøndby.

## Rosa
| N. |                      | Ruolo | Calciatore      |
| -- | -------------------- | ----- | --------------- |
| 1  | Germania (bandiera)  | P     | Claus Reitmaier |
| 2  | Germania (bandiera)  | D     | Gunther Metz    |
| 3  | Germania (bandiera)  | D     | Burkhard Reich  |
| 4  | Germania (bandiera)  | D     | Michael Wittwer |
| 6  | Germania (bandiera)  | D     | Thomas Ritter   |
| 7  | Germania (bandiera)  | C     | Dirk Schuster   |
| 8  | Germania (bandiera)  | C     | Thorsten Fink   |
| 10 | Germania (bandiera)  | C     | Thomas Häßler   |
| 11 | Germania (bandiera)  | A     | Christian Wück  |
| 12 | Sudafrica (bandiera) | A     | Sean Dundee     |
| 13 | Germania (bandiera)  | A     | Markus Schroth  |
| 14 | Germania (bandiera)  | A     | Eberhard Carl   |
| 15 | Germania (bandiera)  | C     | Markus Bähr     |
| 16 | Germania (bandiera)  | D     | Thomas Hengen   |

| N. |                     | Ruolo | Calciatore          |
| -- | ------------------- | ----- | ------------------- |
| 17 | Francia (bandiera)  | C     | Marc Keller         |
| 18 | Turchia (bandiera)  | A     | Timur Eroglu        |
| 19 | Germania (bandiera) | D     | Raphael Krauß       |
| 20 | Russia (bandiera)   | A     | Sergej Kir'jakov    |
| 21 | Germania (bandiera) | C     | Michael Tarnat      |
| 22 | Germania (bandiera) | P     | Simon Jentzsch      |
| 23 | Germania (bandiera) | D     | Dubravko Kolinger   |
| 24 | Germania (bandiera) | C     | Timo Haas           |
| 25 | Germania (bandiera) | C     | Jochen Hörner       |
| 26 | Germania (bandiera) | C     | Martin Jung         |
| 27 | Germania (bandiera) | C     | Peter Jung          |
| 28 | Albania (bandiera)  | A     | Igli Tare           |
| 29 | Croazia (bandiera)  | C     | Matthias Predojević |
| 30 | Germania (bandiera) | P     | Oliver Tuzyna       |
| 31 | Germania (bandiera) | A     | Mike Bodenstein     |

## Organigramma societario
Area tecnica
- Allenatore: Winfried Schäfer
- Allenatore in seconda:
- Preparatore dei portieri: Peter Gadinger
- Preparatori atletici:

## Calciomercato

### Sessione estiva
| Acquisti | Acquisti            | Acquisti          | Acquisti |
| R.       | Nome                | da                | Modalità |
| -------- | ------------------- | ----------------- | -------- |
| A        | Timur Eroglu        | Waldhof Mannheim  |          |
| D        | Thomas Hengen       | Kaiserslautern    |          |
| C        | Matthias Predojević | Bayern Monaco II  |          |
| P        | Oliver Tuzyna       | Kickers Stoccarda |          |

| Cessioni | Cessioni       | Cessioni          | Cessioni |
| R.       | Nome           | a                 | Modalità |
| -------- | -------------- | ----------------- | -------- |
| C        | Manfred Bender | Monaco 1860       |          |
| A        | Adrian Knup    | Galatasaray       |          |
| D        | Jens Nowotny   | Bayer Leverkusen  |          |
| A        | Igli Tare      | Karlsruhe II      |          |
| P        | Thomas Walter  | Kickers Stoccarda |          |

### Sessione invernale
| Acquisti | Acquisti | Acquisti | Acquisti |
| R.       | Nome     | da       | Modalità |
| -------- | -------- | -------- | -------- |

| Cessioni | Cessioni      | Cessioni        | Cessioni |
| R.       | Nome          | a               | Modalità |
| -------- | ------------- | --------------- | -------- |
| A        | Edgar Schmitt | Fortuna Colonia |          |

## Risultati

### Bundesliga

#### Girone di andata
| Arbitro: | Fandel |

|                    |           |                         |
| Akpoborie 62’, 76’ | Marcatori | 16’ Schuster 80’ Dundee |

| Arbitro: | Jansen |

|  |           |                        |
|  | Marcatori | 10’ Berthold 85’ Élber |

| Arbitro: | Koop |

|               |           |                                  |
| Andersson 22’ | Marcatori | 33’ Häßler 45’ Dundee 90’ Keller |

| Arbitro: | Merk |

|                                 |           |  |
| Keller 18’ Dundee 57’, 59’, 64’ | Marcatori |  |

| Arbitro: | Strampe |

|                          |           |                   |
| Donkov 32’ Wosz 72’, 82’ | Marcatori | 70’ (rig.) Häßler |

| Arbitro: | Kemmling |

|          |           |  |
| Fink 45’ | Marcatori |  |

| Arbitro: | Krug |

|             |           |  |
| Zickler 19’ | Marcatori |  |

| Arbitro: | Aust |

|                                             |           |                      |
| Dundee 28’, 50’, 68’ Keller 43’ Schroth 59’ | Marcatori | 79’ Kuntz 82’ Gerber |

| Arbitro: | Koop |

|  |           |            |
|  | Marcatori | 12’ Dundee |

| Arbitro: | Wack |

|           |           |              |
| Tarnat 4’ | Marcatori | 74’ Feldhoff |

| Arbitro: | Fleske |

|            |           |                                           |
| Häßler 43’ | Marcatori | 63’ Pfeifenberger 77’ Labbadia 80’ Herzog |

| Arbitro: | Merk |

|                           |           |  |
| Schopp 37’ Ivanauskas 88’ | Marcatori |  |

| Arbitro: | Koop |

|                                        |           |                     |
| Reich 17’ Fink 49’ Wück 54’ Keller 90’ | Marcatori | 30’ (aut.) Schuster |

| Arbitro: | Kemmling |

|               |           |            |
| Reinhardt 45’ | Marcatori | 25’ Dundee |

| Arbitro: | Fröhlich |

|                       |           |  |
| Keller 64’ Dundee 78’ | Marcatori |  |

| Arbitro: | Weber |

|             |           |            |
| Winkler 54’ | Marcatori | 53’ Dundee |

| Arbitro: | Krug |

|                                      |           |  |
| Reich 29’ Carl 44’ Dundee 69’ (rig.) | Marcatori |  |

#### Girone di ritorno
| Arbitro: | Malbranc |

|                   |           |              |
| Dundee 36’ (rig.) | Marcatori | 89’ Barbarez |

| Arbitro: | Merk |

|           |           |  |
| Bobic 90’ | Marcatori |  |

| Arbitro: | Heynemann |

|            |           |               |
| Häßler 80’ | Marcatori | 62’ Juskowiak |

| Arbitro: | Fröhlich |

|                          |           |                                                |
| Scharping 14’ Eigner 20’ | Marcatori | 3’ Kir'jakov 43’ Schuster 83’ Schroth 88’ Carl |

| Arbitro: | Buchhart |

|                       |           |                                   |
| Kir'jakov 9’ Fink 47’ | Marcatori | 2’ Közle 35’ Stickroth 57’ Donkov |

| Arbitro: | Steinborn |

|                       |           |                        |
| Salou 72’ Nijhuis 74’ | Marcatori | 12’ Carl 38’ Kir'jakov |

| Arbitro: | Krug |

|  |           |                  |
|  | Marcatori | 30’, 90’ Zickler |

| Arbitro: | Wack |

|           |           |                   |
| Reina 57’ | Marcatori | 70’ Fink 90’ Carl |

| Karlsruhe 5 aprile 1997, ore 15:30 CEST 26ª giornata | Karlsruhe | 0 – 0 referto | Schalke 04 | Wildparkstadion (31 000 spett.)\| Arbitro: \| Fleske \| |
| Arbitro:                                             | Fleske    |               |            |                                                         |

| Arbitro: | Fröhlich |

|                                   |           |            |
| Kirsten 22’ Meijer 66’ Sérgio 90’ | Marcatori | 33’ Dundee |

| Arbitro: | Aust |

|              |           |  |
| van Lent 48’ | Marcatori |  |

| Arbitro: | Albrecht |

|                             |           |           |
| Schroth 10’, 13’ Keller 89’ | Marcatori | 4’ Schopp |

| Arbitro: | Jansen |

|                                       |           |           |
| Oliseh 19’ Braun 50’ Polster 68’, 77’ | Marcatori | 3’ Dundee |

| Arbitro: | Dardenne |

|          |           |              |
| Wück 41’ | Marcatori | 86’ Heinrich |

| Arbitro: | Strampe |

|  |           |                            |
|  | Marcatori | 68’, 90’ Keller 73’ Dundee |

| Arbitro: | Aust |

|                              |           |  |
| Häßler 5’ Keller 6’ Fink 85’ | Marcatori |  |

| Arbitro: | Heynemann |

|              |           |            |
| Jurčević 36’ | Marcatori | 15’ Tarnat |

### Coppa di Germania
| Arbitro: | Füllbrunn |

|                                |           |                                  |
| Schuster 11’ (aut.) Toborg 27’ | Marcatori | 29’ Reich 57’ Häßler 87’ Schroth |

| Arbitro: | Heynemann |

|                       |           |  |
| Keller 71’ Dundee 85’ | Marcatori |  |

| Arbitro: | Pohlmann |

|                 |           |                                       |
| Dürr 89’ (rig.) | Marcatori | 2’ Reich 14’ Dundee 65’ (aut.) Probst |

| Arbitro: | Weber |

|          |           |  |
| Fink 21’ | Marcatori |  |

| Arbitro: | Berg |

|                                        |           |  |
| Kronhardt 64’ Irrgang 68’ Konetzke 82’ | Marcatori |  |

### Coppa Intertoto

#### Fase a gironi
| 22 giugno 1996 1ª giornata |  | – Turno di riposo |  |  |

| Arbitro: | Batista |

|                 |           |  |
| Curt 88’ (aut.) | Marcatori |  |

| Arbitro: | Piller |

|           |           |            |
| Šimon 39’ | Marcatori | 14’ Keller |

| Arbitro: | Manrique |

|                                     |           |  |
| Schmitt 11’ Schuster 28’ Dundee 73’ | Marcatori |  |

| Arbitro: | Vuorela |

|              |           |                        |
| Miholaps 33’ | Marcatori | 26’ Wittwer 58’ Hengen |

#### Fase ed eliminazione diretta
| Arbitro: | Huzu |

|                           |           |                                  |
| Peeters 34’ De Roover 52’ | Marcatori | 4’ Kir'jakov 51’ Bähr 79’ Dundee |

| Arbitro: | Harrel |

|                              |           |  |
| Häßler 59’ (rig.) Keller 76’ | Marcatori |  |

| Arbitro: | Roca |

|              |           |  |
| Bisconti 60’ | Marcatori |  |

| Arbitro: | Frisk |

|                                          |           |             |
| Häßler 37’ (rig.) Bender 81’ Schroth 87’ | Marcatori | 61’ Lawarée |

### Coppa UEFA
| Arbitro: | Olsen |

|                  |           |  |
| Reich 67’ (aut.) | Marcatori |  |

| Arbitro: | Byrne |

|                                     |           |             |
| Keller 51’, 78’ Wück 57’ Dundee 69’ | Marcatori | 71’ Chiriţă |

| Arbitro: | Coroado |

|                          |           |  |
| Fink 45’, 75’ Dundee 58’ | Marcatori |  |

| Arbitro: | Meier |

|                |           |            |
| Balbo 21’, 27’ | Marcatori | 84’ Keller |

| Arbitro: | Veissière |

|            |           |                            |
| Bagger 90’ | Marcatori | 42’, 44’ Häßler 79’ Dundee |

| Arbitro: | Elleray |

|  |           |                                                  |
|  | Marcatori | 41’ Bagger 43’ Eggen 58’ Vilfort 74’, 81’ Møller |

## Statistiche

### Statistiche di squadra
| Competizione      | Punti | In casa | In casa | In casa | In casa | In casa | In casa | In trasferta | In trasferta | In trasferta | In trasferta | In trasferta | In trasferta | Totale | Totale | Totale | Totale | Totale | Totale | DR  |
| Competizione      | Punti | G       | V       | N       | P       | Gf      | Gs      | G            | V            | N            | P            | Gf           | Gs           | G      | V      | N      | P      | Gf     | Gs     | DR  |
| ----------------- | ----- | ------- | ------- | ------- | ------- | ------- | ------- | ------------ | ------------ | ------------ | ------------ | ------------ | ------------ | ------ | ------ | ------ | ------ | ------ | ------ | --- |
| Bundesliga        | 49    | 17      | 8       | 5       | 4       | 32      | 18      | 17           | 5            | 5            | 7            | 23           | 26           | 34     | 13     | 10     | 11     | 55     | 44     | +11 |
| Coppa di Germania | -     | 2       | 2       | 0       | 0       | 3       | 0       | 3            | 2            | 0            | 1            | 6            | 6            | 5      | 4      | 0      | 1      | 9      | 6      | +3  |
| Coppa Intertoto   | -     | 3       | 3       | 0       | 0       | 8       | 1       | 4            | 2            | 1            | 1            | 6            | 5            | 7      | 5      | 1      | 1      | 14     | 6      | +8  |
| Coppa UEFA        | -     | 3       | 2       | 0       | 1       | 7       | 6       | 3            | 1            | 0            | 2            | 4            | 4            | 6      | 3      | 0      | 3      | 11     | 10     | +1  |
| Totale            | 49    | 25      | 15      | 5       | 5       | 50      | 25      | 27           | 10           | 6            | 11           | 39           | 41           | 52     | 25     | 11     | 16     | 89     | 66     | +23 |

### Andamento in campionato
| Giornata  | 1 | 2  | 3 | 4 | 5 | 6 | 7 | 8 | 9 | 10 | 11 | 12 | 13 | 14 | 15 | 16 | 17 | 18 | 19 | 20 | 21 | 22 | 23 | 24 | 25 | 26 | 27 | 28 | 29 | 30 | 31 | 32 | 33 | 34 |
| --------- | - | -- | - | - | - | - | - | - | - | -- | -- | -- | -- | -- | -- | -- | -- | -- | -- | -- | -- | -- | -- | -- | -- | -- | -- | -- | -- | -- | -- | -- | -- | -- |
| Luogo     | T | C  | T | C | T | C | T | C | T | C  | C  | T  | C  | T  | C  | T  | C  | C  | T  | C  | T  | C  | T  | C  | T  | C  | T  | T  | C  | T  | C  | T  | C  | T  |
| Risultato | N | P  | V | V | P | V | P | V | V | N  | P  | P  | V  | N  | V  | N  | V  | N  | P  | N  | V  | P  | N  | P  | V  | N  | P  | P  | V  | P  | N  | V  | V  | N  |
| Posizione | 8 | 15 | 9 | 5 | 7 | 7 | 8 | 7 | 4 | 5  | 7  | 8  | 8  | 8  | 7  | 7  | 5  | 5  | 5  | 6  | 5  | 6  | 7  | 7  | 5  | 5  | 8  | 9  | 7  | 7  | 7  | 7  | 7  | 6  |

Legenda:

Luogo: C = Casa; T = Trasferta. Risultato: V = Vittoria; N = Pareggio; P = Sconfitta.

### Statistiche dei giocatori
| Giocatore     | Bundesliga | Bundesliga | Bundesliga  | Bundesliga | Coppa di Germania | Coppa di Germania | Coppa di Germania | Coppa di Germania | Coppa Intertoto | Coppa Intertoto | Coppa Intertoto | Coppa Intertoto | Coppa UEFA | Coppa UEFA | Coppa UEFA  | Coppa UEFA | Totale   | Totale | Totale      | Totale     |
| Giocatore     | Presenze   | Reti       | Ammonizioni | Espulsioni | Presenze          | Reti              | Ammonizioni       | Espulsioni        | Presenze        | Reti            | Ammonizioni     | Espulsioni      | Presenze   | Reti       | Ammonizioni | Espulsioni | Presenze | Reti   | Ammonizioni | Espulsioni |
| ------------- | ---------- | ---------- | ----------- | ---------- | ----------------- | ----------------- | ----------------- | ----------------- | --------------- | --------------- | --------------- | --------------- | ---------- | ---------- | ----------- | ---------- | -------- | ------ | ----------- | ---------- |
| M. Bender     | 1          | 0          | 0           | 0          | 1                 | 0                 | 0                 | 0                 | 8               | 1               | 1               | 0               | 0          | 0          | 0           | 0          | 10       | 1      | 1           | 0          |
| M. Bodenstein | 3          | 0          | 0           | 0          | 0                 | 0                 | 0                 | 0                 | 0               | 0               | 0               | 0               | 0          | 0          | 0           | 0          | 3        | 0      | 0           | 0          |
| M. Bähr       | 13         | 0          | 1           | 0          | 1                 | 0                 | 1                 | 0                 | 6               | 1               | 1               | 0               | 0          | 0          | 0           | 0          | 20       | 1      | 3           | 0          |
| E. Carl       | 24         | 4          | 5           | 0          | 4                 | 0                 | 2                 | 0                 | 2               | 0               | 0               | 0               | 1          | 0          | 0           | 0          | 31       | 4      | 7           | 0          |
| S. Dundee     | 29         | 17         | 1           | 0          | 5                 | 2                 | 0                 | 0                 | 8               | 2               | 1               | 0               | 6          | 3          | 0           | 0          | 48       | 24     | 2           | 0          |
| T. Eroglu     | 0          | 0          | 0           | 0          | 0                 | 0                 | 0                 | 0                 | 1               | 0               | 0               | 0               | 0          | 0          | 0           | 0          | 1        | 0      | 0           | 0          |
| T. Fink       | 32         | 5          | 10          | 0          | 5                 | 1                 | 1                 | 0                 | 7               | 0               | 3               | 0               | 5          | 2          | 2           | 0          | 49       | 8      | 16          | 0          |
| T. Haas       | 0          | 0          | 0           | 0          | 0                 | 0                 | 0                 | 0                 | 0               | 0               | 0               | 0               | 0          | 0          | 0           | 0          | 0        | 0      | 0           | 0          |
| T. Hengen     | 30         | 0          | 5           | 1          | 5                 | 0                 | 3                 | 0                 | 6               | 1               | 3               | 0               | 5          | 0          | 1           | 0          | 46       | 1      | 12          | 1          |
| T. Häßler     | 17         | 5          | 1           | 0          | 4                 | 1                 | 0                 | 0                 | 4               | 2               | 0               | 0               | 5          | 2          | 0           | 0          | 30       | 10     | 1           | 0          |
| J. Hörner     | 0          | 0          | 0           | 0          | 0                 | 0                 | 0                 | 0                 | 0               | 0               | 0               | 0               | 0          | 0          | 0           | 0          | 0        | 0      | 0           | 0          |
| S. Jentzsch   | 0          | 0          | 0           | 0          | 0                 | 0                 | 0                 | 0                 | 0               | 0               | 0               | 0               | 0          | 0          | 0           | 0          | 0        | 0      | 0           | 0          |
| M. Jung       | 0          | 0          | 0           | 0          | 0                 | 0                 | 0                 | 0                 | 0               | 0               | 0               | 0               | 0          | 0          | 0           | 0          | 0        | 0      | 0           | 0          |
| P. Jung       | 0          | 0          | 0           | 0          | 0                 | 0                 | 0                 | 0                 | 0               | 0               | 0               | 0               | 0          | 0          | 0           | 0          | 0        | 0      | 0           | 0          |
| M. Keller     | 33         | 9          | 8           | 0          | 5                 | 1                 | 4                 | 0                 | 7               | 2               | 1               | 0               | 6          | 3          | 0           | 0          | 51       | 15     | 13          | 0          |
| S. Kir'jakov  | 19         | 3          | 3           | 0          | 4                 | 0                 | 1                 | 0                 | 5               | 1               | 1               | 0               | 5          | 0          | 1           | 0          | 33       | 4      | 6           | 0          |
| D. Kolinger   | 2          | 0          | 0           | 0          | 0                 | 0                 | 0                 | 0                 | 0               | 0               | 0               | 0               | 0          | 0          | 0           | 0          | 2        | 0      | 0           | 0          |
| R. Krauß      | 13         | 0          | 2           | 0          | 2                 | 0                 | 0                 | 0                 | 4               | 0               | 0               | 0               | 2          | 0          | 0           | 0          | 21       | 0      | 2           | 0          |
| G. Metz       | 25         | 0          | 2           | 0          | 1                 | 0                 | 0                 | 0                 | 6               | 0               | 2               | 0               | 6          | 0          | 1           | 0          | 38       | 0      | 5           | 0          |
| M. Predojević | 0          | 0          | 0           | 0          | 0                 | 0                 | 0                 | 0                 | 0               | 0               | 0               | 0               | 0          | 0          | 0           | 0          | 0        | 0      | 0           | 0          |
| B. Reich      | 29         | 2          | 5           | 0          | 4                 | 2                 | 1                 | 0                 | 1               | 0               | 1               | 0               | 5          | 0          | 2           | 0          | 39       | 4      | 9           | 0          |
| C. Reitmaier  | 34         | 0          | 1           | 0          | 5                 | 0                 | 0                 | 0                 | 8               | 0               | 0               | 0               | 6          | 0          | 0           | 0          | 53       | 0      | 1           | 0          |
| T. Ritter     | 20         | 0          | 4           | 1          | 4                 | 0                 | 0                 | 0                 | 3               | 0               | 0               | 1               | 4          | 0          | 0           | 0          | 31       | 0      | 4           | 2          |
| E. Schmitt    | 4          | 0          | 0           | 0          | 0                 | 0                 | 0                 | 0                 | 7               | 1               | 0               | 0               | 4          | 0          | 0           | 0          | 15       | 1      | 0           | 0          |
| M. Schroth    | 28         | 4          | 1           | 1          | 3                 | 1                 | 0                 | 0                 | 2               | 1               | 0               | 0               | 1          | 0          | 0           | 0          | 34       | 6      | 1           | 1          |
| D. Schuster   | 22         | 2          | 5           | 1          | 5                 | 0                 | 2                 | 1                 | 7               | 1               | 2               | 0               | 6          | 0          | 1           | 0          | 40       | 3      | 10          | 2          |
| I. Tare       | 8          | 0          | 0           | 0          | 1                 | 0                 | 0                 | 0                 | 0               | 0               | 0               | 0               | 0          | 0          | 0           | 0          | 9        | 0      | 0           | 0          |
| M. Tarnat     | 27         | 2          | 7           | 0          | 5                 | 0                 | 1                 | 0                 | 6               | 0               | 1               | 0               | 6          | 0          | 0           | 0          | 44       | 2      | 9           | 0          |
| O. Tuzyna     | 0          | 0          | 0           | 0          | 0                 | 0                 | 0                 | 0                 | 0               | 0               | 0               | 0               | 0          | 0          | 0           | 0          | 0        | 0      | 0           | 0          |
| M. Wittwer    | 17         | 0          | 4           | 0          | 1                 | 0                 | 1                 | 0                 | 6               | 1               | 1               | 0               | 4          | 0          | 1           | 0          | 28       | 1      | 7           | 0          |
| C. Wück       | 26         | 2          | 8           | 0          | 1                 | 0                 | 0                 | 0                 | 6               | 0               | 0               | 0               | 4          | 1          | 0           | 0          | 37       | 3      | 8           | 0          |